# Mahamud
Mahamud – gmina w Hiszpanii, w prowincji Burgos, w Kastylii i León, o powierzchni 33,61 km². W 2011 roku gmina liczyła 141 mieszkańców.